# Международный промышленный банк
Междунаро́дный промы́шленный банк (Межпромбанк) — ранее функционировавший российский коммерческий банк. Полное название — Закрытое акционерное общество «Международный Промышленный Банк». Штаб-квартира расположена в Москве.
Лицензия Межпромбанка была отозвана Центральным банком в октябре 2010 года в связи с нарушениями законодательства и неспособностью удовлетворить требования кредиторов. На тот момент Межпромбанк, входивший в тридцатку крупнейших банков страны, стал крупнейшим российским кредитным учреждением по размеру активов (175 млрд руб.), когда-либо лишавшимся лицензии.

## История
Банк был основан в 1992 году. Считается, что основой роста послужили политические связи владельцев банка с семьёй президента Бориса Ельцина. Через банк проходили финансовые потоки Управления делами президента, Ельцин и его семья пользовались пластиковыми картами, эмитированными Межпромбанком.

### Отзыв лицензии и банкротство (2010)
В конце июня 2010 года сообщалось, что банк находится на грани дефолта по своим обязательствам с перспективой отзыва лицензии. Рейтинговое агентство Fitch отмечало, что на конец 2009 года 87 % выданных банком кредитов было не обеспечено залогом. Проверка Центрального Банка РФ показала, что менеджмент банка активно занимался выводом средств.
Однако владельцам банка удалось договориться с Центральным банком РФ о реструктуризации беззалогового кредита размером 32 млрд руб. под залог судостроительных активов, контролируемых Объединённой промышленной корпорацией Сергея Пугачёва. В то же время, 6 июля 2010 года Межпромбанк объявил о дефолте по еврооблигациям на 200 миллионов евро.
В августе-сентябре 2010 года Межпромбанку были предъявлены многочисленные иски от различных контрагентов на несколько миллиардов рублей. 5 октября 2010 года ЦБ РФ принял решение об отзыве лицензии банка, обосновав его неисполнением законодательства и требований Центрального банка (также была обнародована информация о существенной недостоверности отчетности банка). Ожидалось, что ЦБ РФ будет самостоятельно реализовывать судостроительные активы, ранее переданные ему в залог собственниками банка, а санацией банка займётся Агентство по страхованию вкладов.

### Уголовное дело
В конце января 2011 года стало известно о возбуждении уголовного дела по факту преднамеренного банкротства МПБ (ст. 196 УК РФ) Главным следственным управлением по Москве Следственного комитета России (СКР) 20 января того же года; сообщалось, что сотрудники банка уничтожили не только базу данных банка, но и её резервную копию, что ущерб от преднамеренного банкротства Межпромбанка мог превысить 60 млрд руб., а само банкротство произошло из-за выдачи банком сомнительных кредитов аффилированным с банком структурам.

## Собственники и руководство
До 2004 года основными бенефициарами Межпромбанка были Сергей Пугачев и Сергей Веремеенко. После ухода последнего его акции были распределены среди топ-менеджмента. Семья сенатора от Тувы Сергея Пугачева контролирует около 81 % акций.

## Деятельность
Банк являлся членом международных платежных систем VISA International и MasterCard International.
Активы банка на 1 апреля 2010 года — 132,7 млрд руб., капитал — 28 млрд руб., убыток — 729 млн руб.